# NATURAL (漫画)
『NATURAL』（ナチュラル）は、成田美名子による漫画。『LaLa』（白泉社）に1995年6月号から2001年3月号にかけて掲載された。単行本全11巻。文庫版全5巻。1990年代の日本を舞台にした少女漫画である。

## あらすじ
ペルーの貧困層の家庭に生まれた少年ミゲールは、9歳の時、ある事件をきっかけに日本人研究者の養子となり、東京に住むことになった。
やがて都立高校に進学したミゲールは弓道部とバスケットボール部に入部。高い運動能力を生かしてどちらの部活でも大活躍を見せる。特にバスケットボール部では同期に才能のある選手が集まったこともあり、全国レベルの強豪校となった。頼りになる兄貴分そしてライバルでもある榊原西門との出会いを通してミゲールは成長を続け、全てが順調に見えたが、ある時から謎の長髪の男に命を狙われるようになる。

## 主な登場人物
山王丸ミゲール（さんのうまる ミゲール）
都立志誠高校に通う高校1年生。ペルー出身。子供のときに少年（ファビアン）を撃ってしまい、報復を避けるため山王丸家の「お父さん」に引き取られて日本に来る。時々天然。バスケットボール部と弓道部に所属しており、腕前はどちらもかなりのもの。
友人からは英語風に「ミカエル」と呼ばれることが多いが、JRには「ミケ」と呼ばれる。
山王丸理子（さんのうまる あやこ）
美術大学生。ミゲールの義理の姉。文化人類学者の父親に連れられ、4歳から12歳までペルーで育つ。特技はスペイン語とケチュア語。24時間以内に起こることを夢としてみる能力を持つ（ただし、基本的に「いいこと」しか見えないらしい）。日本に戻ってきた時にバスケでの人間関係に救われたため、ミゲールにバスケを教えた。愛称はリコ。
日本に戻ってきてからの中学時代に、越境通学のせいか孤立しがちだった北原由美を心配し、「文化祭当日に点呼だけしてエスケープ」する作戦を立て、「なるべく大勢がいいよね」と密かに噂を流した結果、100人近くが集合するという大事になったことがある。
榊原西門（さかきばら さいもん）
大学生。青森育ち。神主の資格を持っている。人物を見たとき、その人物の将来が頭の中に浮かぶが、それがいつ発生するかは不定期である。弓道の大学選手権個人戦を連覇した名手で、ミゲールが通う弓道場「修道館」にもよく現れ、弓を引いている。
5歳の時に伯父の家へ養子に出されている。2歳から家を出るまでの3年間、子方として能舞台に立っていた。憲人と彩紀という実の兄妹がいる。
堂本王海（どうもと たかみ）
志誠高校バスケットボール部に所属（ただしバスケ歴は1年半）。ミゲールのクラスメイト。
両親は離婚しており、板前だった父親は青森市で寿司屋を営んでいる。父親に仕込まれたため、料理はうまい。
理容師の祖父に「人気者になれる髪型にしてやる」と言われ、刈り上げた後頭部に校章をあしらわれたことがある。
篠宮バーノンJr.（しのみや バーノン ジュニア）
インターナショナル・スクールから「ミケとバスケがしたい」がために転入してきた。志誠高校バスケットボール部に所属。ミゲールより1つ年長で2年生。仲間からは、もっぱら「JR」の愛称で呼ばれる。ラップとレゲエが好き。拒絶されることに弱い。
縞柄の服を好んで着ていたところ、西門に「ワオキツネザル」と言われたことがある。
大沢夏生（おおさわ なつみ）
志誠高校バスケットボール部に所属。昆虫の採集・飼育、天文学、古代史、写真等々と幅広い趣味を持ち、人呼んで「趣味のデパート・大沢夏生」。
アリーシャ（宗藤亜梨沙〈むねとう ありさ〉）
JRとはインターナショナル・スクール時代からの関係。黒人系イギリス人と日本人のハーフ。JRがミゲールを追うように転校したことを逆恨みし、彼らと同じ学校の生徒を脅してミゲールを監禁させていたことがある。
母の再婚とその相手に納得できず、自身のルーツを探して父親に会いに単身ロンドンまで行くなど行動力がある。
ファビアン
ペルー人。子供の頃、ミゲールに撃たれたことがきっかけで占いの能力を持つ。東京都内で日本人女性と同棲している。

## その他
西門が青森県出身ということもあり、主人公たちは何度か青森へ足を運んでいる。

## 書誌情報
- 成田美名子 『NATURAL』 白泉社〈花とゆめコミックス〉、全11巻
  1. 1995年10月10日発売、ISBN 978-4-592-12021-6
  2. 1996年5月10日発売、ISBN 978-4-592-12022-3
  3. 1996年11月10日発売、ISBN 978-4-592-12023-0
  4. 1997年7月10日発売、ISBN 978-4-592-12024-7
  5. 1998年1月10日発売、ISBN 978-4-592-12025-4
  6. 1998年11月10日発売、ISBN 978-4-592-12026-1
  7. 1999年6月10日発売、ISBN 978-4-592-12027-8
  8. 1999年11月10日発売、ISBN 978-4-592-12028-5
  9. 2000年7月10日発売、ISBN 978-4-592-12029-2
  10. 2001年4月10日発売、ISBN 978-4-592-12030-8
  11. 2001年12月10日発売、ISBN 978-4-592-17227-7

- 成田美名子 『NATURAL』 白泉社〈白泉社文庫〉、全5巻
  1. 2003年9月12日発売、ISBN 978-4-592-88394-4
  2. 2003年12月15日発売、ISBN 978-4-592-88395-1
  3. 2004年3月12日発売、ISBN 978-4-592-88396-8
  4. 2004年5月14日発売、ISBN 978-4-592-88397-5
  5. 2004年7月15日発売、ISBN 978-4-592-88398-2